# Joséphine Hélene
Joséphine Hélene, nome artístico de Maria Helena Soares da Rosa (Bagé, 16 de maio de 1944 — Shoalhaven, 25 de novembro de 2017), foi uma atriz e dançarina brasileira.

## Biografia
Joséphine Hélene começou a carreira aos dezesseis anos de idade, quando fugiu de casa e resolveu se tornar dançarina; formou-se em biologia, mas nunca trabalhou nesta área.
Morando em Porto Alegre, era dançarina conhecida com o nome artístico de "Negra Pata-Pata"; mudou-se para o Rio de Janeiro, onde iniciou a carreira de atriz.
Seu nome artístico surgiu quando fora contratada, por sua semelhança física com a atriz Josephine Baker, para reproduzir junto a Grande Otelo um show que este fizera junto à dançarina estadunidense no antigo Cassino da Urca; ela então "afrancesou" seu nome Helena e tornou-se Joséphine Hélene, por sugestão de Tônia Carrero.
Casou-se com Grande Otelo em 17 de maio de 1974 e a relação entre ambos durou até 1987 quando, durante uma briga conjugal, ela lhe desferiu uma facada na barriga.
Em 1995, Joséphine abandonou a carreira artística e foi morar na Austrália, onde morreu de câncer em 2017.

## Cinema
- 1962 - Os Cosmonautas
- 1965 - Crônica da Cidade Amada
- 1965 - Una rosa per tutti
- 1968 - Enfim Sós... Com o Outro
- 1969 - As Duas Faces da Moeda
- 1974 - Deixa Amorzinho...deixa
- 1975 - Os Pastores da Noite
- 1976 - O Vampiro de Copacabana
- 1976 - Tem Alguém na Minha Cama
- 1977 - Ladrões de Cinema
- 1978 - A Noiva da Cidade
- 1978 - O Cortiço
- 1979 - Os Sensuais - Crônica de Uma Família Pequeno-Burguesa
- 1981 - Eu Te Amo
- 1984 - Quilombo
- 1988 - Romance da Empregada

## Televisão
- 1977 - Locomotivas (TV Globo) - Zulmira
- 1978 - Dancin' Days (TV Globo) - Janine
- 1979 - Feijão Maravilha (TV Globo) - Zuzu
- 1980 - Chega Mais (TV Globo) - Bárbara
- 1981 - Ciranda de Pedra (TV Globo) - Lena Pamposo
- 1984 - Marquesa de Santos (Rede Manchete) - Léa
- 1984 - Santa Marta Fabril S.A. (Rede Manchete) - Jussara
- 1985 - Antônio Maria (Rede Manchete) - Brida
- 1986 - Tudo ou Nada (Rede Manchete) - Dra. Fabíola
- 1987 - Helena (Rede Manchete) - Galdina
- 1990 - Escrava Anastácia (Rede Manchete) - Maria Glória

## Teatro
- 1974 e 1975 - Cabaret S.A
- 1979 - O Último Desejo
- 1980 - Viveiro de Pássaros
- 1982 a 1984 - Nada Demais
- 1985 - Cabaret Brasileiro
- 1987 - As Vítimas Algozes
- 1991 - Piedade, Piedade
- 1993 - Anjo Negro